# Арена Созопол
„Арена Созопол“ е стадион, намиращ се в град Созопол.
Капацитетът му е 3500 седящи места. ФК Созопол играе на него домакинските си срещи. През 2015 г. приема 8 двубоя от Европейското първенство по футбол за юноши до 17 г.

## Трибуни

### Северна
Изградена: 2012

Капацитет: 2000 (седящи)

### Южна
Изградена: 2014

Капацитет: 1500 (седящи)